# Simpang Periuk
Simpang Periuk is een bestuurslaag in het regentschap Lubuklinggau van de provincie Zuid-Sumatra, Indonesië. Simpang Periuk telt 2720 inwoners (volkstelling 2010).